# Michaił Bułhakow
Michaił Afanasjewicz Bułhakow (ros. Михаи́л Афана́сьевич Булга́ков; ur. 3 maja?/15 maja 1891 w Kijowie, zm. 10 marca 1940 w Moskwie) – rosyjski pisarz i dramaturg. Twórca m.in. Mistrza i Małgorzaty, jednego z najważniejszych dzieł literackich XX w. Z wykształcenia lekarz.

## Życiorys
Michaił Bułhakow urodził się jako najstarsze dziecko historyka religii i profesora Kijowskiej Akademii Duchownej Afanasija Bułgakowa (1859–1907) i prowadzącej stancję w Kijowie (dla dzieci swoich krewnych, które przyjeżdżały na studia do Kijowa) Warwary Michajłowny z domu Pokrowskiej (1869–1922). Rodzice pochodzili z rodzin rosyjskich duchownych. Pisarz miał sześcioro rodzeństwa: Wierę (1892–1973), Nadieżdę (1893–1971), Warwarę (1898–1957), Nikołaja (1898–1966), Iwana (1900–1969) i Jelenę (1902–1954). Afanasij Bułgakow zmarł w 1907 r. na chorobę nerek. Mimo skromnych warunków materialnych rodzina Bułgakowów interesowała się teatrem i muzyką, prowadziła nawet amatorską scenę. Michaił kształcił się w Pierwszym Kijowskim Gimnazjum, a od 1909 roku studiował medycynę na Imperatorskim Kijowskim Uniwersytecie św. Włodzimierza. 11 kwietnia 1913 roku poślubił Tatianę Łappę, poznaną w 1908 r. córkę saratowskiego naczelnika izby skarbowej.

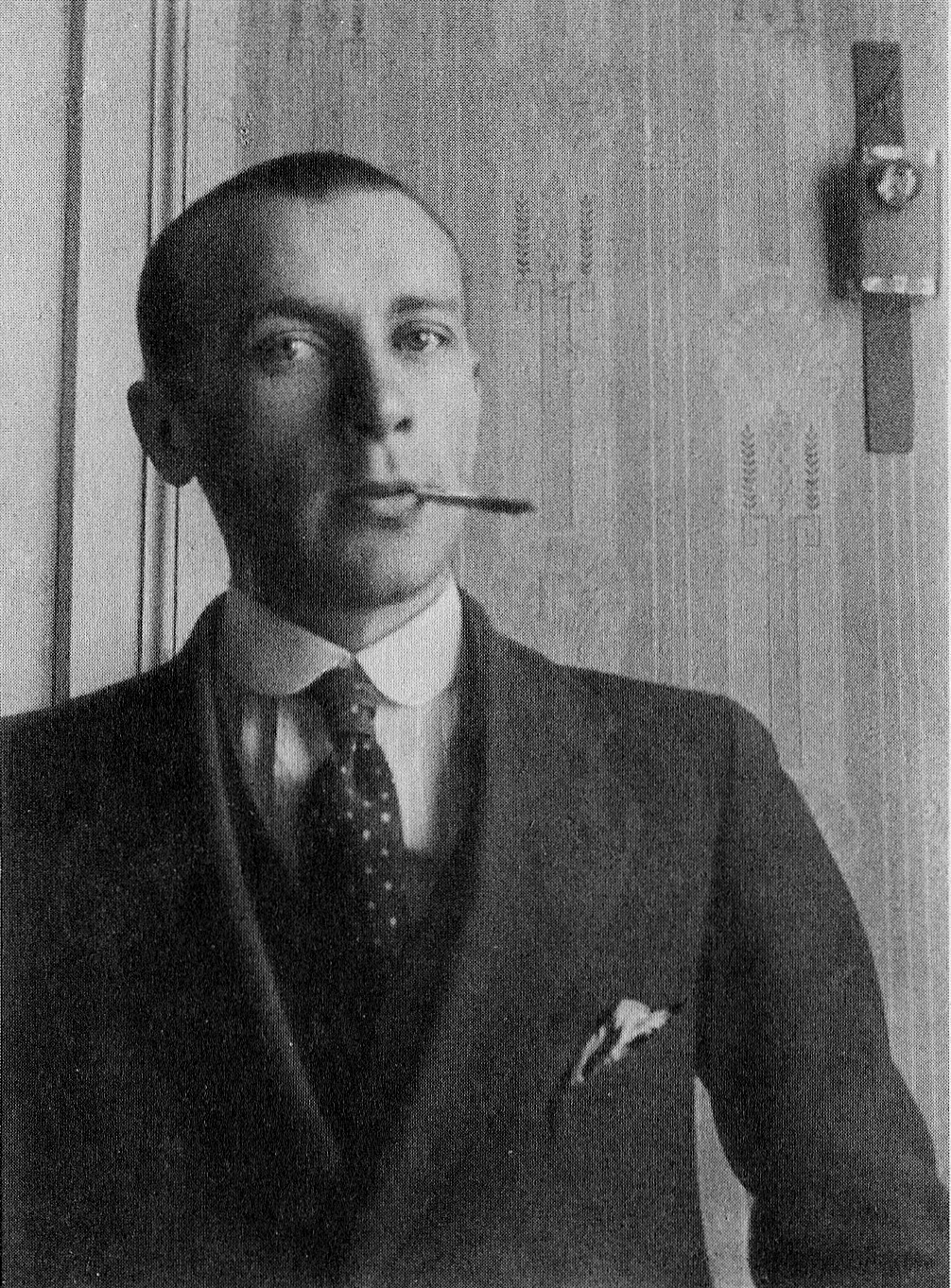
Michaił Bułhakow (1910)

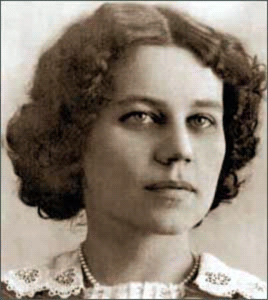
Tatiana Łappa, ok. roku 1910, pierwsza żona Bułhakowa

W 1916 roku ukończył studia i został zmobilizowany do wojska oraz skierowany do miejscowości Nikolskoje w guberni smoleńskiej. Prowadził tam z małżonką szpital, w którym przez rok przyjął ponad 15 000 pacjentów. 18 września 1917 roku został przeniesiony do Wiaźmy. Hasła rewolucji październikowej sprawiły, że rozważał emigrację, lecz ostatecznie pozostał w kraju. Po demobilizacji wrócił do Kijowa i otworzył prywatną praktykę jako wenerolog. W 1918 jego matka wyszła po raz drugi za mąż za chirurga Iwana Woskresieńskiego i zamieszkała nieopodal domu Michaiła. W tym mniej więcej czasie Bułhakowowi udało się wyjść z uzależnienia od morfiny, na które cierpiał co najmniej od roku.
Podczas przechodzenia Kijowa z rąk do rąk – z różnych powodów: jako ochotnik lub zmobilizowany, zbieg lub jeniec – trafiał do oddziałów wojskowych walczących stron: bolszewików, Ukraińskiej Republiki Ludowej, białych. Na przełomie października i listopada 1919 roku, pełniąc służbę lekarza wojskowego 3. Tieriekskiego Pułku Kozackiego, ewakuował się na północny Kaukaz i trafił do Władykaukazu. Tam, na początku 1920 roku, rozpoczął pracę dziennikarską i postanowił porzucić praktykę lekarską na rzecz pisarstwa. Z tego, co Bułhakow wówczas pisał, zachowało się niewiele, są to wyłącznie sztuki teatralne: Synowie mułły, Samoobrona, Bracia Turbinowie, Paryscy komunardzi i Wiarołomny tata (Gliniani konkurenci). W tym okresie (w marcu 1920 r.) przebył też nawrót tyfusu.
W 1921 r. zamieszkał w Moskwie – pracował m.in. jako reporter, kronikarz, urzędnik oświatowy. Pisywał korespondencje i felietony do różnych gazet. Debiutem literackim były autobiograficzne Notatki na mankietach (zachowane jedynie we fragmentach). Kolejno powstawały Diaboliada (1924) i Biała gwardia (1924), która po częściowym opublikowaniu na łamach czasopisma Rossija zwróciła uwagę krytyki. Oprócz entuzjastycznych pochwał mnożyły się opinie negatywne. Rok 1919 to praca nad Zapiskami młodego lekarza, które później w latach 1925–1927 ukazywały się w różnych czasopismach, głównie w „Miedicinskim rabotniku”.
Trzydziestoletni Bułhakow, walcząc z ciągłym brakiem pieniędzy, szukał pracy, o którą było niezmiernie trudno. Był konferansjerem w małym teatrzyku, współpracownikiem gazety „Raboczij”, reporterem i kronikarzem „Torgowo-Promyszliennogo Wiestnika”. Kontynuował pisanie Notatek na mankietach. 2 lutego 1922 roku dowiedział się o śmierci matki, co miało decydujące znaczenie dla powieści Biała gwardia, zredagowanej ostatecznie w roku 1923 i pomyślanej przez pisarza jako pomnik pamięci matki. Na bazie tej powieści powstał dramat Dni Turbinów (w latach 1926–1929 grany był w Moskiewskim Teatrze Artystycznym (MChAT), ponownie wrócił na afisze w 1932 roku po osobistej interwencji Stalina).
Pisarz był także utalentowanym aktorem. Gdy zachorował aktor grający Sędziego w Klubie Pickwicka – zagrał jego rolę. Siedzący na widowni Stanisławski nie poznał go. Któż to? Co za wspaniały aktor! – krzyknął.
Z początkiem lat dwudziestych Bułhakowowie zostali zakwaterowani w lokalu nr 50 w kamienicy przy ul. Bolszaja Sadowaja 10. Mieszkanie to, utożsamiane ze słynnym mieszkaniem nr 50 z Mistrza i Małgorzaty, stało się też inspiracją licznych opowiadań. Wiosną 1922 roku Bułhakow zaczął regularną współpracę z pismem „Nakanunie” (z Osipem Mandelsztamem, Siergiejem Jesieninem, Walentinem Katajewem) wydawanym w Berlinie, gdzie w latach 1922–1924 publikował fragmenty Białej gwardii, Zapisków młodego lekarza, wybór Notatek na mankietach, reportaże. W latach 1924–1925 powstały dwa utwory science-fiction – Fatalne jaja oraz Psie serce. Ten drugi, skonfiskowany podczas rewizji w mieszkaniu autora, został mu za wstawiennictwem Gorkiego zwrócony po dwóch latach – publikacji doczekał się dopiero w 1987 roku.
Od 1922 r. Bułhakow był inwigilowany przez tajną policję GPU (później NKWD). Wiosną 1923 Bułhakow otrzymał stałą pracę jako redaktor gazety „Gudok” – organu Związku Kolejarzy – do którego napisał około 100 felietonów. W kwietniu 1924 roku Bułhakow rozstał się z pierwszą żoną, aby związać się z poznaną w okresie pracy w redakcji, Lubow Jewgienijewną Biełoziorską.

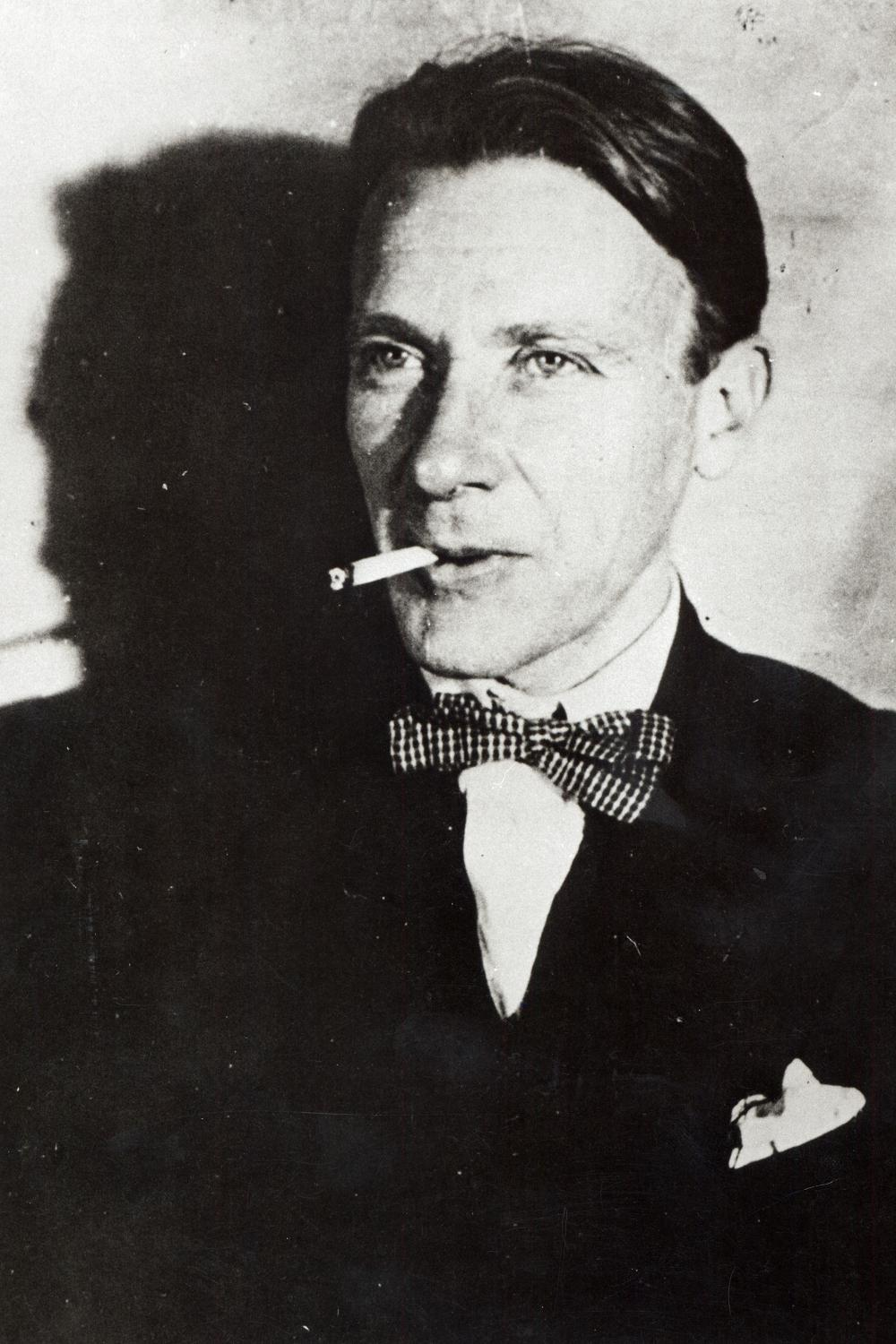
Michaił Bułhakow (1923)

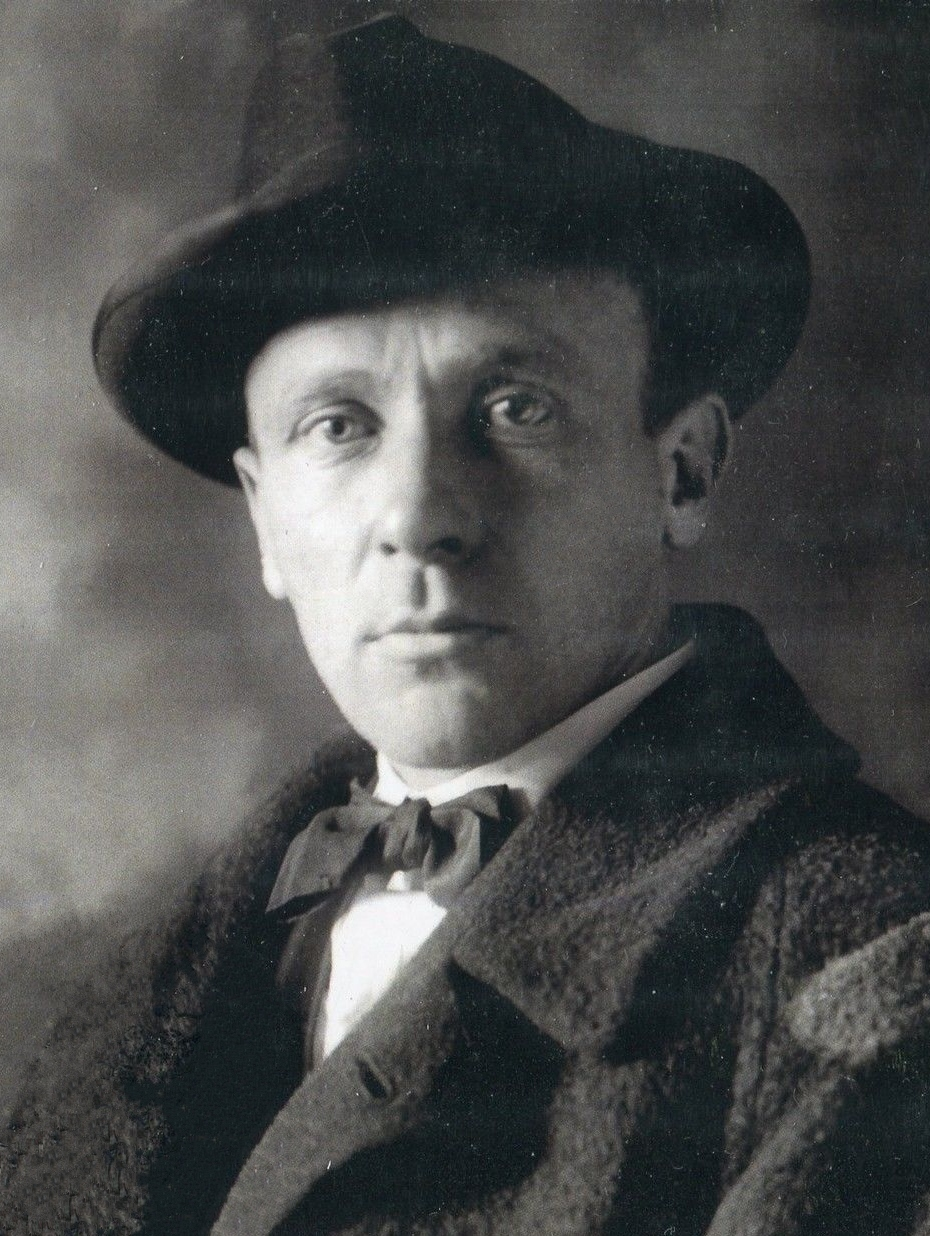
Michaił Bułhakow (1928)

W 1931 roku zawarł trzecie, w końcu udane małżeństwo z Jeleną Siergiejewną Szyłowską, która była pierwowzorem Małgorzaty z Mistrza i Małgorzaty. Szyłowska (z domu Nürenberg) pochodziła z Rygi, z rodziny Niemców bałtyckich, była dobrze wykształcona i władała trzema językami. Dla niej to było również trzecie małżeństwo; decydując się na związek z pisarzem porzuciła wygodne życie u boku gen. Jewgienija A. Szyłowskiego, naczelnika sztabu okręgu moskiewskiego.
Stalin umożliwił Bułhakowowi zatrudnienie się w charakterze asystenta reżysera w Teatrze Artystycznym oraz pracę konsultanta w Teatrze Młodzieży Robotniczej. Równolegle do pracy dla teatru Bułhakow kontynuował pisanie Mistrza i Małgorzaty. W roku 1934, na zamówienie Teatru Satyry powstała sztuka Iwan Wasiliewicz – rzecz o przeniesieniu Iwana Groźnego w czasy współczesne pisarzowi. Rok 1934 przyniósł Bułhakowowi kolejny wielki wstrząs – po złożeniu podania o pozwolenie wyjazdu za granicę 7 czerwca pisarz dostał oficjalną odmowę. Wiosną 1935 roku powstała pierwsza wersja sztuki Aleksander Puszkin, kontynuacja Iwana Wasiliewicza. Po krótkiej podróży do Kijowa wiosną 1936 roku Bułhakowowie wyjechali pod Władykaukaz. Michaił Bułhakow, od 1936 r. ulegając atmosferze strachu i kultu jednostki oraz rozpoznając oczekiwania władz wobec twórców – ogłosił projekt napisania sztuki o rewolucyjnej działalności młodego Stalina na Kaukazie. Dyktator, mający wiele do ukrycia (np. fakt współpracy z carską ochraną, policją polityczną) i obawiający się zapewne zbytniej dociekliwości inteligentnego pisarza nakazał zawrócenie go z drogi na Kaukaz; napisany przez Bułhakowa dramat Batum zawierał wiele dwuznaczności, a przedstawiony system carskich represji kojarzył się z działalnością osławionych sowieckich służb terroru oraz Gułagiem; sztuka nie została więc wystawiona; artystyczna wizja stworzona przez Bułhakowa nie odpowiadała propagandowemu wizerunkowi „genialnego przywódcy" ZSRR i wodza światowego komunizmu.  Jeszcze jesienią 1936 roku Bułhakow podjął na nowo rozpoczęte w 1929 zapiski zatytułowane „Tajemnemu przyjacielowi”, nadając im nowy tytuł Notatki nieboszczyka, które cenzura dopuściła do druku w latach 60. jako Powieść teatralną. Pod koniec 1937 Bułhakow odłożył na zawsze Notatki nieboszczyka i postanowił ukończyć swoją wielką powieść. Szósta wersja książki miała już ostateczną strukturę i tytuł Mistrz i Małgorzata. 28 maja 1938 roku pisarz postawił ostatnią kropkę w ostatniej wersji rękopisu w sześciu zeszytach. Pozostało jeszcze mozolne przepisywanie tekstu na maszynie, czego pod dyktando autora wprowadzającego jeszcze liczne poprawki podjęła się siostra Jeleny Siergiejewny – Olga Bokszanska.
Po zakończeniu pracy 24 czerwca Bułhakow wyjechał do żony odpoczywającej od kilku tygodni w Lebiedianie. W ciągu miesiąca ukończył, przerwaną Mistrzem i Małgorzatą, adaptację Don Kichota dla Teatru Wachtangowa. Jesienią 1939 roku wyjechał z żoną do Leningradu i tam zaczął odczuwać pierwsze oznaki choroby: gwałtowne bóle głowy i półślepotę. Diagnoza była jednoznaczna: nerczyca. W grudniu pojechał do sanatorium do Barwichy, gdzie spędził miesiąc, choć lekarze nalegali na dwa. Jako lekarz i świadek śmierci swojego ojca na tę samą dolegliwość, Bułhakow nie miał wątpliwości co do swojej przyszłości – miał świadomość, że pozostało mu sześć miesięcy życia. Jego stan zdrowia na przemian pogarszał się i poprawiał. Przez cały czas byli przy nim żona i przyjaciele. Do 13 lutego 1940 pisarz dyktował ostatnie poprawki do Mistrza i Małgorzaty. To wówczas powstał początek rozdziału 32. „Przebaczenie i wiekuista przystań”.

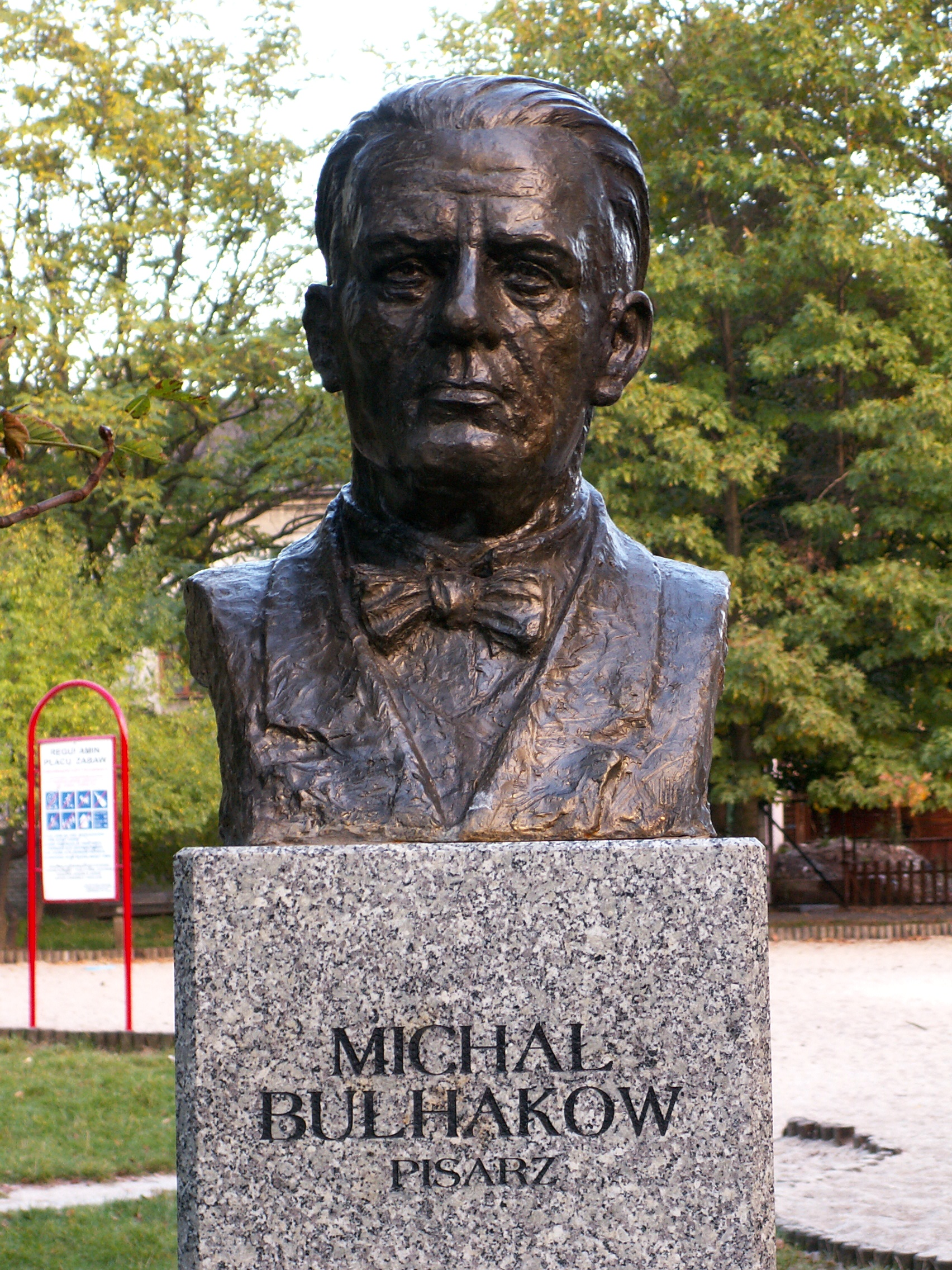
Popiersie Michaiła Bułhakowa w Alei Sław na Skwerze Harcerskim w Kielcach

Michaił Bułhakow zmarł 10 marca 1940 o godzinie 16.39. Następnego dnia odbyły się uroczystości żałobne w gmachu Związku Pisarzy Radzieckich, przemówienia pożegnalne wygłosili: Wsiewołd Iwanow, Aleksiej Fajko, Wasilij Toporkow i Boris Mordwinow. 12 marca urnę z jego prochami złożono na cmentarzu Nowodiewiczym w kwaterze MChAT-u graniczącej z kwaterą Teatru Wielkiego. Zarówno w czasie mszy, jak i podczas kremacji nie było, zgodnie z przedśmiertnym życzeniem pisarza, muzyki. 15 marca „Litieraturnaja Gazieta” pisała w nekrologu o twórcy „bardzo wielkiego talentu i wspaniałego kunsztu”, który „przeszedł trudną i skomplikowaną drogę i wejdzie do historii literatury jako wybitny i oryginalny mistrz”.

## Najważniejsze dzieła

### Powieści
- Biała gwardia (Белая Гвардия, Biełaja Gwardija), 1922–1924 (wyd. niepełne na łamach „Rossiji” 1925, pełne 1966)
- Powieść teatralna (Театральный роман, Tieatraĺnyj roman)
- Mistrz i Małgorzata (Мастер и Маргарита, Mastier i Margarita), 1928–1930 i 1932 (wyd. niepełne na łamach „Moskwy” 1966–1967, pełne 1968)

### Opowiadania
- Notatki na mankietach (1920–1922)
- Zapiski młodego lekarza (1925–1927)
- Morfina (1927)
- Czerwona korona (1922)
- Diaboliada (1924)
- Fatalne jaja (1925)
- Psie serce (1926)

### Sztuki teatralne
- Dni Turbinów (Дни Турбиных, Dni Turbinych), 1925–1926 (premiera 1926)
- Mieszkanie Zojki (Зойкина квартира, Zojkina kwartira), 1925 (premiera 1926, wyd. na łamach pisma „Nowyj Żurnał” 1969–1970)
- Szkarłatna wyspa (Багровый остров, Bagrowyj ostrow), 1927 (premiera 1928)
- Bieg (Бег), 1928 (wyd. 1962)
- Zmowa świętoszków (Кабала святош, Kabała swjatosz), 1928
- Adam i Ewa (Адам и Ева), 1931
- Błogostan (Блаженство, Błażenstwo), 1933–1934
- Ostatnie dni lub Puszkin (Пушкин, Последние дни, Poslednie dni), 1935
- Batum, 1935
- Iwan Wasiljewicz (Иван Васильевич), 1935

### Biografie
- Życie pana Moliera (Жизнь господина де Мольера, Żyzń gospodina de Moliera), 1933 (wyd. 1962)

### Wydania zbiorowe
- Pjesy („Sztuki”), 1962
- Dramy i komiedii („Dramaty i komedie”), 1965
- Izbrannaja proza („Wybór prozy”), 1966
- Romany („Powieści”), 1973.

### Scenariusze
- Martwe dusze, 1934 do filmu Iwana Pyriewa (nieprzyjęty)
- Rewizor, 1934 (nieprzyjęty, wyd. w piśmie „Nowyj Żurnał” nr 122, 1977)

## Polskie przekłady

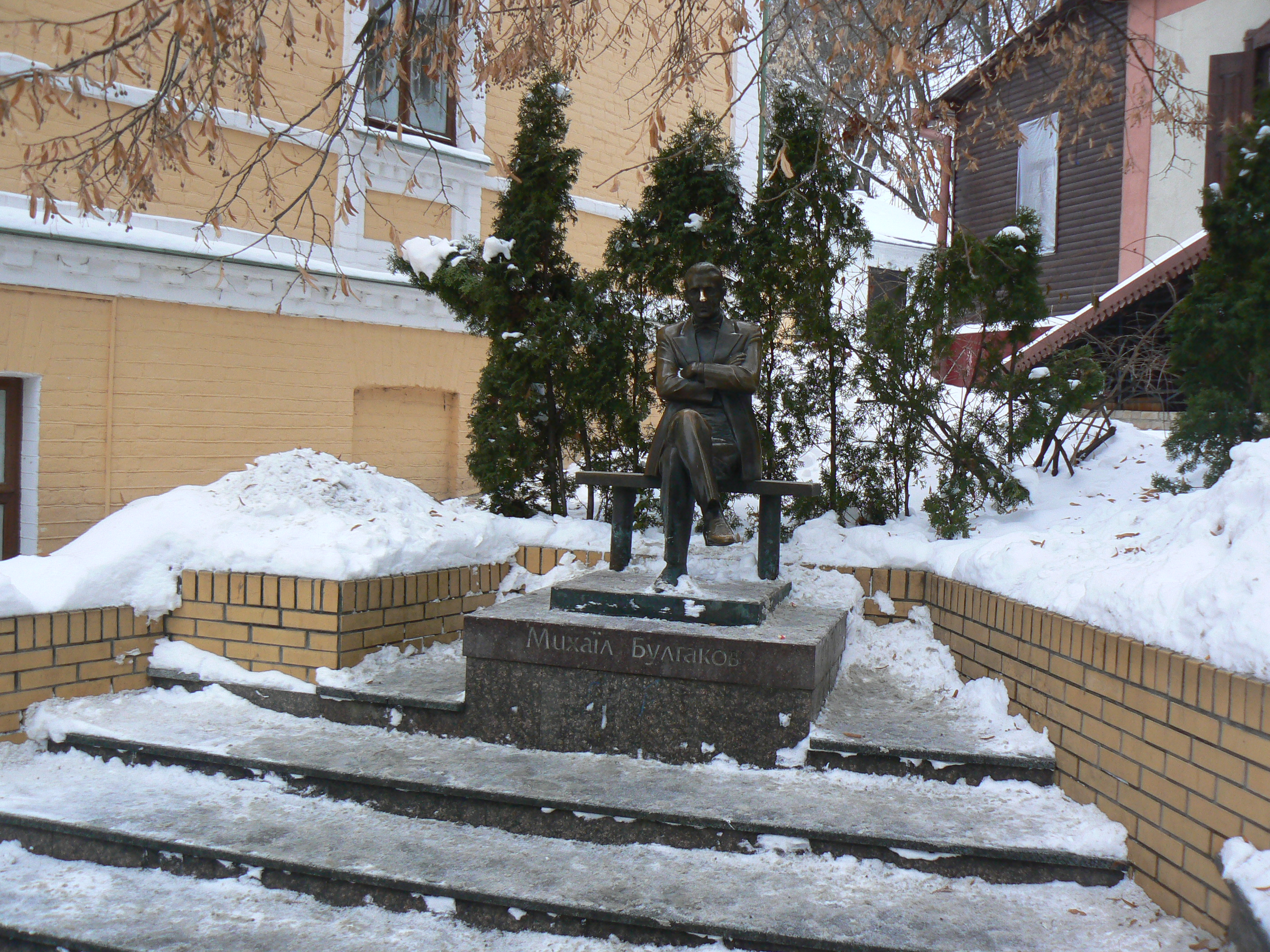
Pomnik Michaiła Bułhakowa w Kijowie

- Fatalne jaja, Edmund Jezierski (tłum.), Warszawa: S. Cukrowski (E. i K. Koziańscy), 1928. Brak numerów stron w książce
- Powieść teatralna, Ziemowit Fedecki (tłum.), Warszawa: Państwowy Instytut Wydawniczy, 1967. Brak numerów stron w książce
- Mistrz i Małgorzata:

- Przekład: Irena Lewandowska i Witold Dąbrowski; po raz pierwszy wydany w Spółdzielni Wydawniczej „Czytelnik” w 1969 roku; wielokrotnie wznawiany. W 1990 roku nakładem Zakładu Narodowego im. Ossolińskich ukazało się wydanie 8, ze wstępem Andrzeja Drawicza oraz przypisami Grzegorza Przebindy.
- Przekład: Andrzej Drawicz. Po raz pierwszy wydany w 1995 roku przez Wydawnictwo Dolnośląskie; wielokrotnie wznawiany.
- Przekład:  Leokadia Anna Przebinda, Grzegorz Przebinda, Igor Przebinda, Znak, 2016. ISBN 978-83-240-4365-1
- Przekład: Krzysztof Tur; pod tytułem Mistrz i Małgorzata. Czarny Mag (fragmenty wczesnych wersji powieści 1928–1933), Fundacja Sąsiedzi, 2016. ISBN 978-83-64505-26-3
- Przekład: Jan Cichocki, Bellona, 2017. ISBN 978-83-11-15037-9
- Przekład: Barbara Dohnalik, Vis-à-vis Etiuda, 2018. ISBN 978-83-7998-197-7

- Opowiadania, Irena Lewandowska, Witold Dąbrowski (tłum.), Warszawa: Współpraca, 1989, ISBN 83-7018-109-0. Brak numerów stron w książce

Zawiera utwory: Psie serce, Diaboliada, Fatalne jaja
- Notatki na mankietach, Witold Dąbrowski i inni, Kraków: Wydawnictwo Literackie, 1994 (ABC), ISBN 83-08-02530-7. Brak numerów stron w książce

Zawiera utwory: Czerwona korona, Z nocy z drugiego na trzeci, Niezwykłe przygody doktora, Notatki na mankietach, Cyganeria, Moskwa czerwonościenna, Psalm, Napad, Czterdziestokroć czterdzieści, Stolica w notesie, Jezioro samogonu, Złocisty gród, Cztery portrety, Miasto Kijów, Sprawa Komarowa, Traktat o dachu nad głową, Przyśnił mi się sen..., Był maj..., Zapiski młodego lekarza, Zabiłem, Przygody Cziczikowa, Dom numer 13, Ogień w pałacu chanów, Szkarłatna Wyspa, Diaboliada